# 浦上則宗
浦上 則宗（うらがみ のりむね）は、室町時代から戦国時代にかけての武将。赤松氏の家臣。赤松政則の家臣。

## 生涯

### 雌伏、主家再興
浦上氏の主君・赤松氏は播磨国・備前国・美作国の守護であったが嘉吉元年（1441年）の嘉吉の乱で6代将軍・足利義教を暗殺したために滅ぼされていた。則宗は赤松政則に仕え、赤松氏の再興に尽力した。政則からは偏諱（赤松氏の通字「則」の字）を受けている。
嘉吉の乱で赤松氏が滅亡した際に兄・則永が誅殺を恐れて信濃国に逃亡した為浦上氏の名跡を継ぐ。応仁の乱では山名宗全から領国を奪回するために東軍に属して戦い、赤松氏が旧領国を回復し播磨、備前、美作の守護に任じられたのは則宗の力によるところが大きい。
また、文明年間に入ると、伊勢貞親に代わって、則宗が西軍に属していた朝倉孝景の調略工作を担うようになり、文明3年（1471年）、孝景の寝返りを成功させ、同年に赤松政則が侍所頭人に任ぜられると則宗は侍所所司代、一族の浦上基景が備前守護代に任じられる。
応仁の乱の後、播磨に下向していった政則に京の仕置きを任せられた則宗は領国の事は一族の者に任せ、京に留まる事になる。そして文明13年（1481年）に政則が山城守護に補任されると則宗も山城守護代に補任され、侍所所司代・山城守護代職として京の平安の為に尽力し、更にその権威は強まった。

### 山名氏との抗争、家中分裂
文明15年（1483年）11月、則宗と同じく赤松氏の被官で備前西部に勢力を持つ金川城主・松田元成が、赤松氏に奪われた失地回復を狙っていた山名政豊と通じ、赤松氏の守護所である福岡城を急襲した。この際、京に居た則宗は子・則国（弟とも）や櫛橋則伊ら守備方の劣勢を受けて政則に救援を依頼している。
政則は福岡城の救援に則宗の子・浦上則景・宇野政秀らを派遣する一方で自身は但馬国の山名氏を叩くべく真弓峠に出陣する。しかし、政則は真弓峠での合戦で山名政豊の軍勢に返り討ちに遭い、姫路へと敗走した。この報を聞いた則景と政秀も播磨防衛のために兵を返してしまったので結局、翌文明16年（1484年）の1月には福岡城は松田・山名の軍勢の手に落ちてしまい、更に政則の軍勢を破った但馬の山名勢もこれを機と見て播磨へと雪崩れ込むという事態に陥る。
事を重く見た則宗は1月の中旬に京を立ち、急ぎ播磨へと下向すると政則に失望した国人領主の多くが則宗の許に馳せ参じ、政則は和泉国の堺に出奔した。ここに赤松氏の実権を掌握した則宗は小寺則職らと会談して政則を廃し、赤松氏一門である有馬則秀（有馬元家の子）の子、慶寿丸（のち足利義澄の偏諱を賜り有馬澄則と名乗る）に赤松氏宗家の家督を継がせる事を画策して幕府にもこれを承認させようとしたが2月20日に申請は却下された。実は将軍足利義尚は慶寿丸を認める方向であったものの、政則の排斥に反対する別所則治が前将軍足利義政に働きかけた結果、赤松政則は上洛・拝謁が許されて家督として認められのである。これによって有馬右京亮が山名に寝返り、赤松一族の在田、広岡氏が新たな赤松家当主を擁立する事を目論むなど播磨国衆が空中分解してしまい、より混迷は深まった。則宗を中心とした赤松方は2月に松田元成を討つ事に成功していたものの、国衆が分裂した状態では形勢は変えられず以後は敗戦を重ね、やむなく一旦領地を捨てて上洛をした為に播磨を山名氏に奪われてしまう。
この状況を打破する為には、内紛を解決する事が先決と考えた則宗は、8代将軍・足利義政の仲介で政則と和解し、播磨奪回に向けての態勢を立て直す。その後、文明17年（1485年）の合戦で子の則景・則国（この時、死亡していないとの説も）を失うなどしたものの、山名・松田連合を相手に戦局を優位に進め、東播磨を制圧し西播磨に陣を張る山名軍と対峙。長享2年（1488年）7月に浦上宗助が福岡城に入城し山名政豊が但馬に退去するまで長きに渡る抗争となった。
なお、この一連の争乱で子を失った則宗は安富元家から祐宗を養嗣子として迎えている。

### 専横
延徳3年（1491年）に行われた延徳の乱には主君・政則と共に出陣。同年11月、織田敏定と連携して山内政綱を討ち、翌延徳4年（1492年）3月の合戦では逸見氏と連携して六角高頼を破り、高頼は甲賀へと逃走した。
明応5年（1496年）に政則が没すると、則宗は養嗣子・義村を立て、その権勢は主家を凌ぐようになった。しかし、美作守護代であった中村則久を強引に辞めさせて基景に美作守護代職を引き継がせようと目論むなど専横甚だしく赤松家中の一部の人間と対立を深める。
明応8年（1499年）、浦上氏庶流の中山城主・浦上村国が遂に則宗打倒の兵を挙げると則宗も兵を出し、播磨と備前の国境付近で合戦が起こる。この野戦に惨敗して窮地に立たされた則宗は白旗城に追い詰められるが宇喜多能家の働きもあってどうにか村国の兵を退け、結局痛み分けという形でこの戦は終息する。しかし、これに始まる村国と浦上本家の対立は則宗死後も20年以上に亘って残る遺恨となる。
文亀2年（1502年）、死去。享年74。浦上氏の家督は祐宗が継いだ。